# Pianki
Pianki was een hogepriester van Amon-Ra in Thebe, tussen de 20e en de 21e dynastie van de Egyptische oudheid.
| G41 | G1 | Z4 | S34 | A3 |

## Biografie
Pianki of Piankh was een schoonzoon van Herihor, Hogepriester van Amon. Doordat hij getrouwd was met de dochter van Herihor (Of Herhor), Hrere had hij recht op de troon van Thebe. Recente studies door Karl Jansen-Winkeln van de overgebleven tempelinscripties en monumentale werken van Herihor en Pianki wijzen op dat Piankhi de opvolger was van Herihor en daarvan de schoonzoon. De vrouw van Piankh was Hrere, dochter van Herihor en zijn zoon was Pinedjem I.
Piankh leidde een campagne tegen Pinehesy, onderkoning van Koesj, Pinehesy werd verslagen en moest terug naar Nubië. Pianki had een aantal functies: Hogepriester van Amon, schrijver des konings, De koningszoon van Koesj, Opzichter van de vreemde landen in het zuiden en opzichter van het leger. Hij werd opgevolgd door zijn zoon.